# Dagomys
Dagomys (en russe : Дагомыс) est une station balnéaire appartenant au raïon de Lazarevskoïe, faisant partie de l'ensemble balnéaire du Grand-Sotchi, appartenant au kraï de Krasnodar, en Russie. Elle est située au bord de la mer Noire, à 10 km au nord-ouest du centre-ville de Sotchi, près de la rivière Dagomys. Sa population compte environ 20 000 habitants.
C'est ici que se trouve la résidence d'été des présidents de la fédération de Russie.  

## Histoire
La famille impériale y acheta des terres et un parc de plantes exotiques fut planté selon les dessins de Georg Kuphaldt.
En 1896, cet endroit est choisi comme résidence d'été du tsar Nicolas II.
Le 26 juin 1992 la Géorgie et la Russie, respectivement représentées par leur présidents, Edouard Chevardnadze et Boris Eltsine, y signent le traité mettant fin au conflit militaire entre l'Ossétie du Sud et la Géorgie.
Aujourd'hui c'est une grande station balnéaire proposant le tourisme des « bains de mer », des activités sportives et la visite des plantations de thé (le thé de Krasnodar). La station est aussi réputée pour sa tenue de conférences et de séminaires, ainsi que le festival de mode de Sotchi.

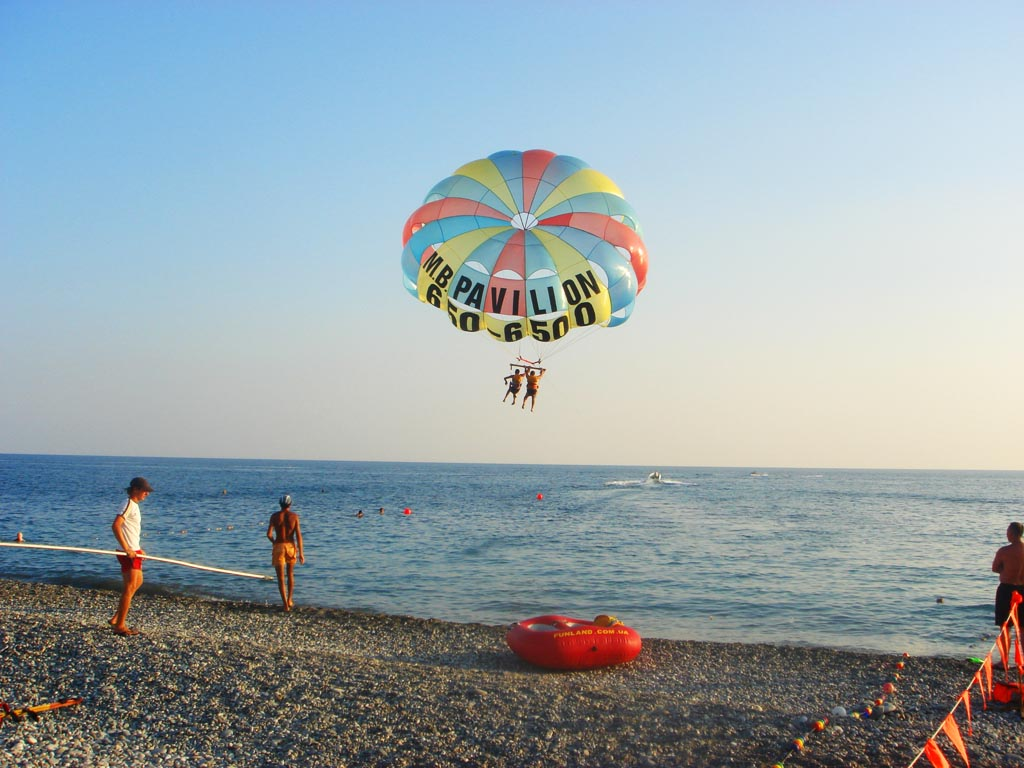
Loisirs à la plage.
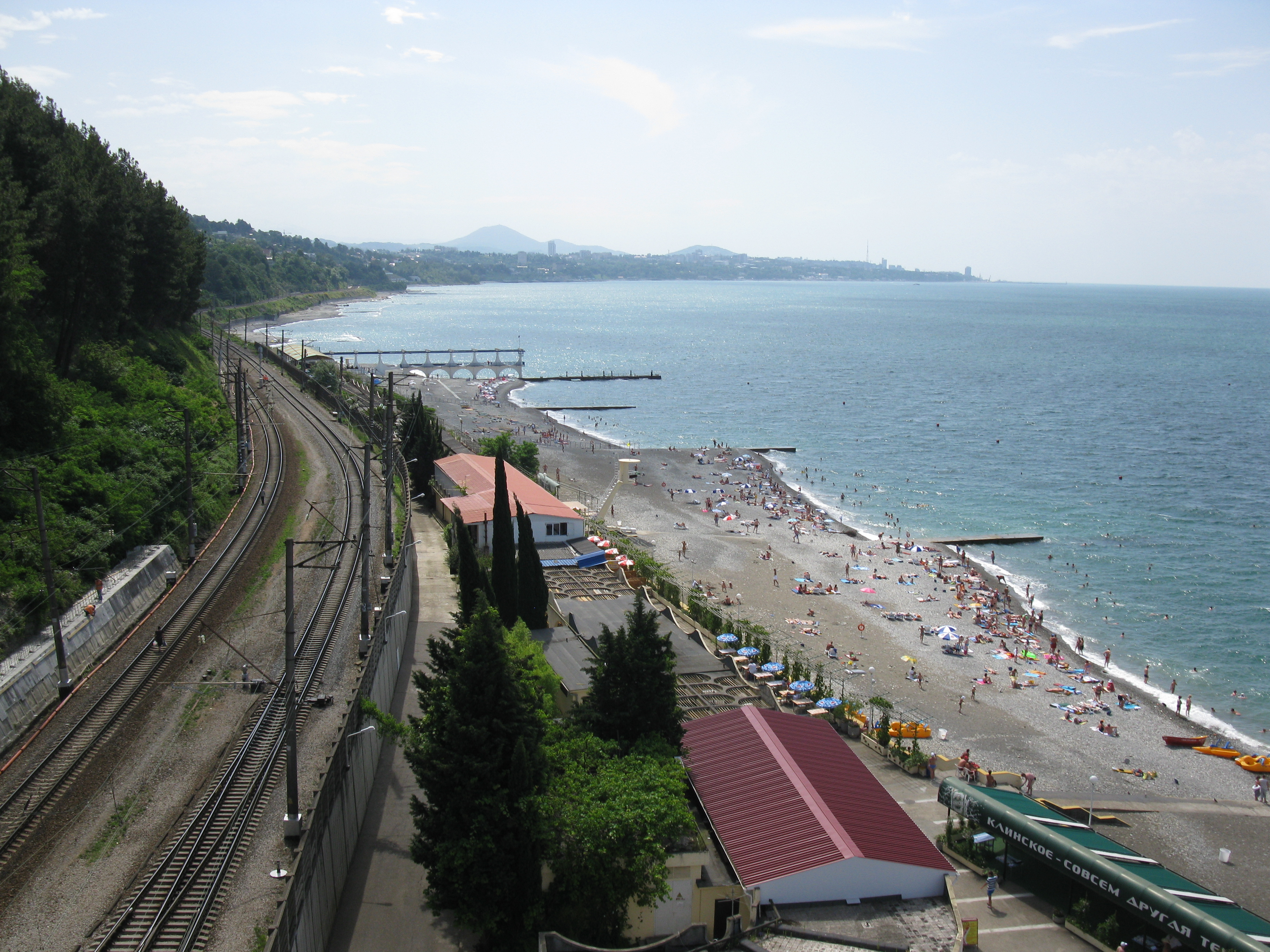
Plage: au fond, la ville de Sotchi.
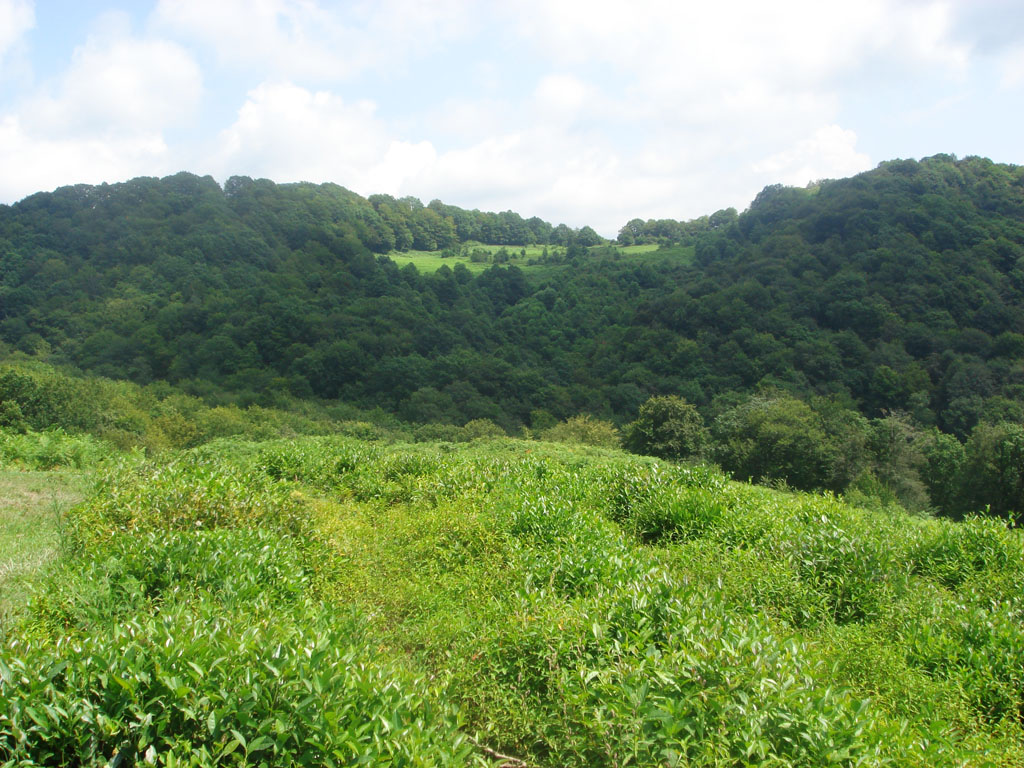
Plantation de thé.
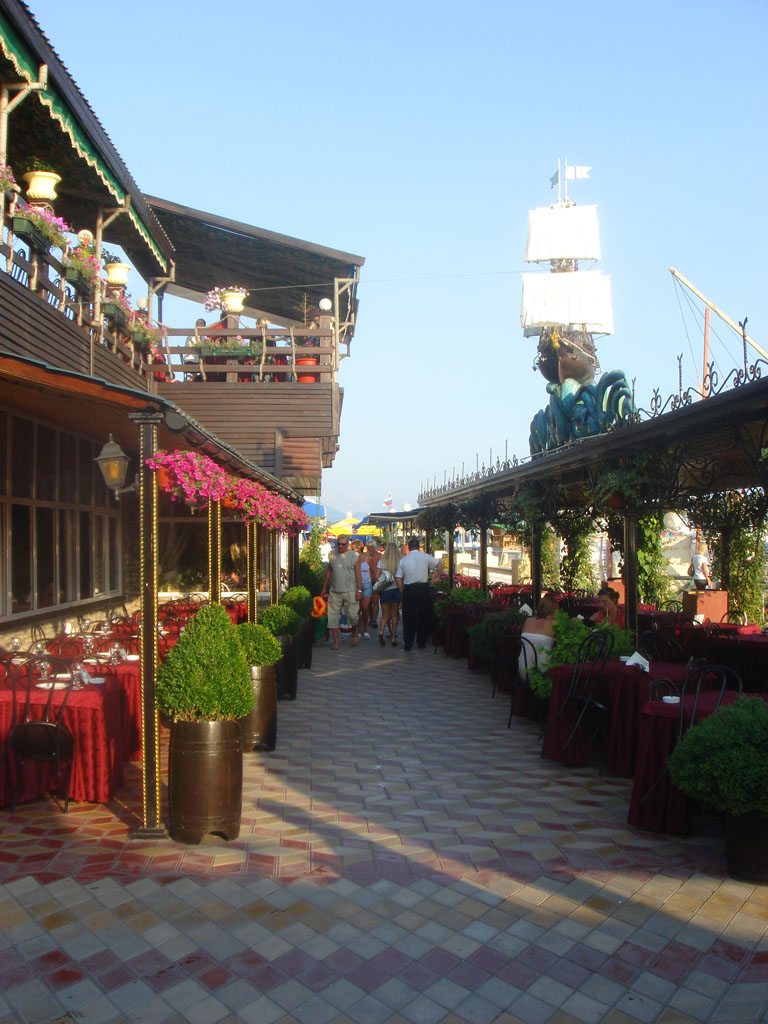
Restaurant.
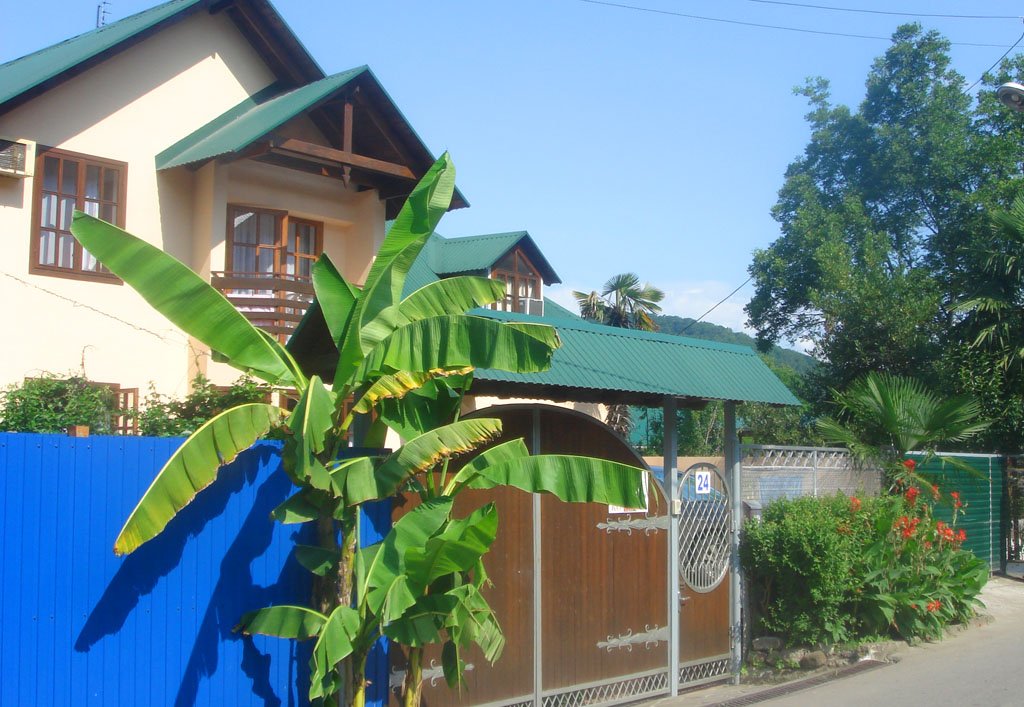
Petite villa avec un bananier.

## Sources
- Informations sur Dagomys (en russe)